# Oberschöna
Oberschöna è un comune di 3.623 abitanti della Sassonia, in Germania.
Appartiene al circondario (Landkreis) della Sassonia centrale (targa FG).